# Eduard von Steiger
Eduard von Steiger ( 2 de Julho de 1881 - 10 de Fevereiro de 1962) foi um político da Suíça. Ele foi eleito para o Conselho Federal suíço em 10 de Dezembro de 1940 e terminou o mandato a 31 de Dezembro de 1951.

## Vida
Ele estudou direito nas universidades de Genebra, Leipzig e Berna. Tornou-se membro do Partido Conservador, foi eleito Vereador Municipal de Berna e Membro do Parlamento Cantonal de Berna, tudo em 1914. Foi Presidente do Partido Bűrger da cidade de Berna de 1922 a 1929. Também foi Presidente da facção parlamentar do Partido Bauern-Gewerbe e Bűrger (Partido dos Camponeses, do Comércio e dos Cidadãos).
No Parlamento cantonal, ele presidiu a Comissão de Justiça, 1922-26, e a Comissão Econômica do Estado, 1929-1934. Ele foi Presidente do Conselho Parlamentar e eleito para o Conselho Executivo Cantonal de Berna em 1939.
Foi eleito para o Conselho Federal em 10 de dezembro de 1940 e entregue em 31 de dezembro de 1951. Era filiado ao Partido dos Agricultores, Comerciantes e Independentes (BGB / PAI), hoje Partido do Povo Suíço.
Durante o seu mandato, ocupou o Departamento de Justiça e Polícia e foi 51º Presidente da Confederação suíça duas vezes em 1945 e 1951.